# Dórdio Guimarães
Dórdio Leal Guimarães (Porto, 10 de Março de 1938 - 2 de Julho de 1997), foi um poeta, cineasta, ficcionista e jornalista português.
Dórdio Guimarães, filho de Manuel Guimarães, casou-se com Natália Correia em 1990.

## Revistas em que colaborou
- Vida Mundial

## Filmografia
- Vidas Sem Rumo (1956) - assistente de realização, assistente produção e figurante com a personagem de um jovem
- Nazaré (1952) - actor, personagem "João"
- A Costureirinha da Sé (1959) - assistente de realização
- Cântico Final (1970) - montagem
- Florbela Espanca
- Marânus (1978) (sobre Teixeira de Pascoaes) - realizador
- Santo Antero (1980) (sobre Antero de Quental) - realizador
- Machado de Castro
- Eduardo Viana
- Sóror Saudade(1983) - realizador, argumentista, editor e editor de efeitos de som
- Todas as Cartas de Amor são Ridículas - realizador, argumentista e produtor

## Obras
- Mar de Verão (Poesia), 1961
- Tempo Imediato (Poesia), 1961
- Poesia e Tempo (1962) (em colaboração com Mário Dias Ramos)
- Cynthia (Poesia), 1963
- Cynthia Livro Segundo (Poesia), 1965
- O Homem das Batalhas (Novela), 1967 ; 2003
- Canto Psicadélico (Poesia), 1968
- A Idade dos Lilases (Poesia), 1969
- Os Cinco Sentidos de Lisboa (Poesia), 1970
- Alexandre Nevski (Romance Histórico), 1972
- Paicina (Poesia e Prosa), 1976
- Ubéria (Poesia), 1978
- Orfeu em Férias (Poesia), 1978
- Os Dias da Minha Maçã (Poesia e Prosa), 1990
- Maicina (Poesia e Prosa), 1991
- Cynthia em Viagem (Poesia), 1992
- Cynthia e a Absoluta Viagem (Poesia), 1994
- Única (Poesia), 1995

## Séries televisivas
- Mátria